# Walter Bisang

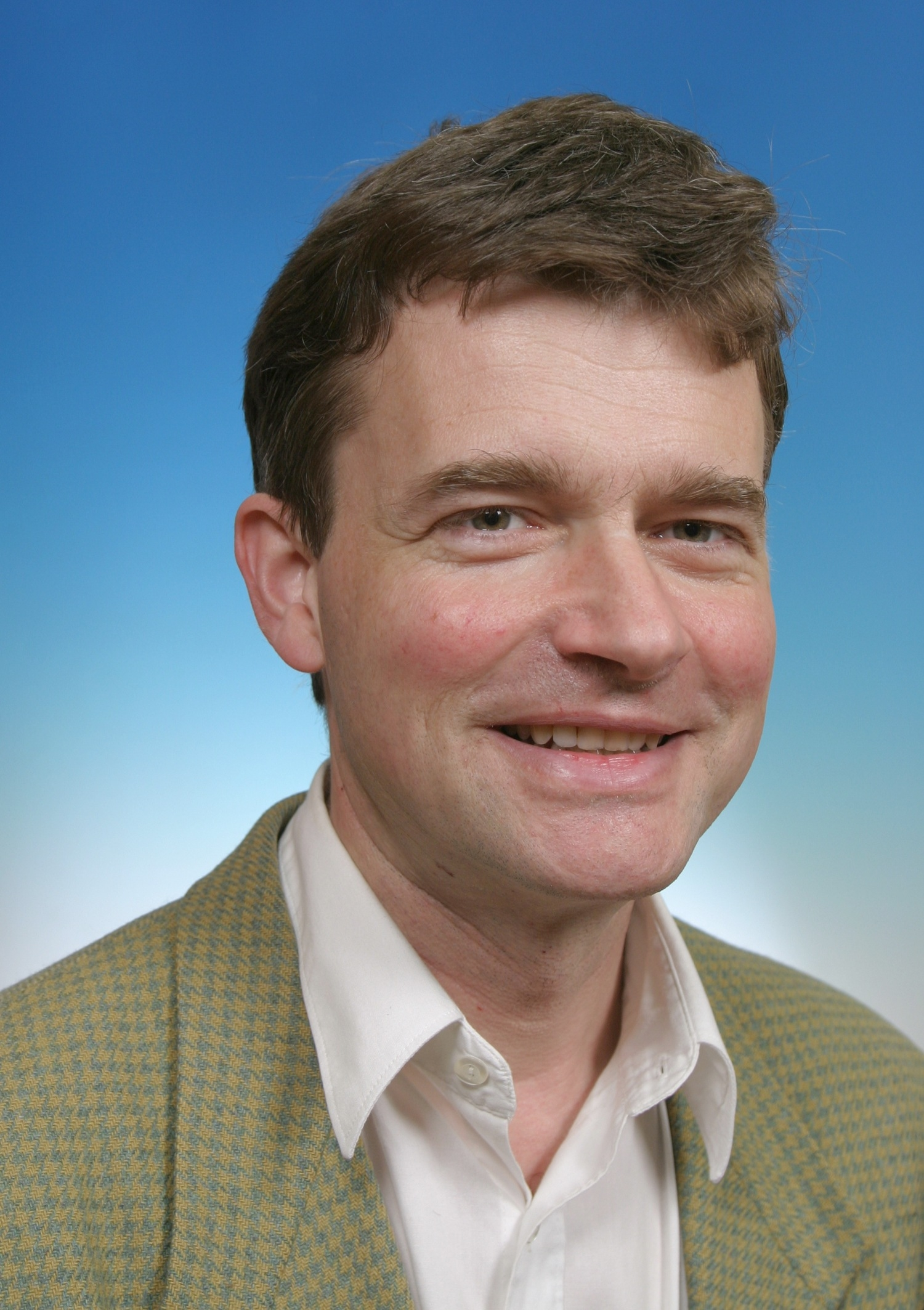
Walter Bisang (2008)

Walter Bisang (* 2. Februar 1959 in Zürich) ist ein in Deutschland lebender und arbeitender Schweizer Linguist mit den Schwerpunkten Theoretische Linguistik und Sprachtypologie.

## Leben
Nach der Matura studierte er von 1978 bis 1986 an der Universität Zürich Allgemeine Sprachwissenschaft im Hauptfach und Chinesisch und Georgisch in den Nebenfächern. 1986/1987 setzte er seine Studien an der School of Oriental and African Studies der Universität London fort und studierte dort Thai, Khmer und Linguistik.
1987 bis 1992 war er Assistent am Seminar für Allgemeine Sprachwissenschaft der Universität Zürich. Sein Lehrer war Meinrad Scheller (1921–1991), der seinerseits ein Schüler Manu Leumanns gewesen war. 1990 wurde Bisang in Allgemeiner Sprachwissenschaft in Zürich mit einer vergleichenden Arbeit zu ost- und südostasiatischen Sprachen promoviert. 1992 wurde er an die Universität Mainz berufen und lehrt dort seitdem als Professor für Allgemeine und Vergleichende Sprachwissenschaft, wobei letztere im Sinne der Sprachtypologie definiert ist.
1998 organisierte er an der Mainzer Universität die Internationale Sommerschule zum Thema „Sprachtypologie“ im Auftrag der Deutschen Gesellschaft für Sprachwissenschaft. 2016 wurde er in die Academia Europaea gewählt.

## Forschung
Außer der theoretischen Linguistik gilt sein Hauptinteresse der Sprachtypologie. So war Bisang von 1992 bis 1995 Mitglied des von der European Science Foundation geförderten EUROTYP-Projektes. Sein Beitrag mit „The view from the far East“ erschien 1998 im Band 3 über „Adverbial constructions in the languages of Europe“.
Bisang war im Juni/Juli 2000 Gastprofessor am Research Center for Linguistic Typology der LaTrobe-Universität in Melbourne, März/April 2001 an der Université Paris VII (chinesisch), im Okt./Nov. 2003 an der Chulalongkorn-Universität in Bangkok, im Juni/Juli 2006 an der Obafemi/Awolowo-Universität in Ile-Ife in Nigeria und im Mai 2008 in Paris am Centre de recherches linguistiques sur l’asie orientale (CNRS, École des hautes études et sciences sociales).
Von 1999 bis 2008 war Bisang Sprecher des von der Deutschen Forschungsgemeinschaft finanzierten Sonderforschungsbereiches „Kulturelle und sprachliche Kontakte: Prozesse des Wandels in historischen Spannungsfeldern Nordostafrikas/Westasiens“ (Mainz). Das Projekt verband altertumsbezogene, ethnologische und linguistische Disziplinen unter der Frage nach den Auswirkungen von Kontaktsituationen und deren soziokulturellen Bedingungen auf Wandelprozesse in Bereichen wie Politik (Herrschaftsstrukturen, Herrscherbild), Religion, gesellschaftliche Strukturen, Siedlungsformen, Kunst und Sprache.
Bisang ist Mitherausgeber der Reihe „Trends in Linguistics“, die bei Mouton de Gruyter erscheint. Außerdem ist er Herausgeber zweiter Fachzeitschriften, der „Asian Linguistics“ und der „Zeitschrift für Sprachwissenschaft“. Ferner gehört er seit 2004 dem DFG-Fachkollegium 104 an und ist mit zwei Kollegen für die Bereiche Typologie, Außereuropäische Sprachen, Ältere Sprachstufen und Historische Linguistik. Schließlich ist er in zwei Funktionen in der European Science Foundation tätig.
In der linguistischen Theorie sind seine Schwerpunkte die Themen Sprachtypologie und sprachliche Universalien, Formale vs. Funktionale Linguistik, sprachliche Komplexität und ihre Beurteilung in verschiedenen Theorierichtungen, Sprachkontakt und dessen strukturelle Folgen sowie Arealtypologie. An konkreten grammatischen Phänomenen beschäftigen ihn die Verbserialisierung, Satzverknüpfung, Finitheit; die Numeralklassifikatoren; die Wortartproblematik und schließlich die Argumentstruktur. Sprachen, die Bisang besonders interessieren, sind zunächst die Sprachen Ost- und Südostasiens, ferner die Sprachen des Kaukasus (vor allem Georgisch), außerdem Austronesisch (Bahasa Indonesia, Jabêm) und nicht zuletzt Yoruba (das er zusammen mit Remi Sonaiya erforscht). Über die Linguistik hinaus sind es die Folgen von Kontaktsituationen für Kulturen und Sprachen, Akteure und deren Motivationen, die sein Interesse finden, und schließlich soziale Netzwerke (auf einer Mikro- und einer Makroebene).

## Publikationen
- Das Verb im Chinesischen, Hmong, Vietnamesischen, Thai und Khmer. Vergleichende Grammatik im Rahmen der Verbserialisierung, der Grammatikalisierung und der Attraktorpositionen.  Tübingen: Gunter Narr (Language Universals Series; 7) 1992.
- “Areal typology and grammaticalization: Processes of grammaticalization based on nouns and verbs in East and mainland South East Asian languages”, in: Studies in Language, 20.3, 519-597. 1996
- “The view from the far East. Comments on seven thematic areas”. In: Van der Auwera, Johan with Dónall P. Ó Baoill. (Hrsg.). Adverbial constructions in the languages of Europe. Berlin: Mouton de Gruyter: 641 – 812. 1998
- . “Dialectology and typology — an integrative perspective”, in: Kortmann, Bernd (Hrsg.). Dialectology meets typology. Dialect grammar from a cross-linguistic perspective, 11-45. Berlin: Mouton de Gruyter 2004.
- “Grammaticalization without coevolution of form and meaning: The case of tense-aspect-modality in East and mainland Southeast Asia”, in: Bisang, Walter, Nikolaus P. Himmelmann, Björn Wiemer (Hrsg.), What makes grammaticalization?  - A look from its fringes and its components, 109-138. Berlin: Mouton de Gruyter 2004.
- „Kultur und Sprache aus der Perspektive des Kontaktes“, in: Bisang, Walter, Thomas Bierschenk, Detlef Kreikenbom und Ursula Verhoeven (Hrsg.), Kultur, Sprache, Kontakt, 1-52. Würzburg: Ergon 2004.
- “Widening the perspective: Argumenthood and syntax in Chinese, Japanese and Tagalog”, in: Hole, Daniel, Meinunger, André & Abraham, Werner (Hrsg.), Datives and other cases. Between argument structure and event structure, 331-381. Amsterdam & Philadelphia: Benjamins 2006.
- “Precategoriality and syntax-based parts of speech — the case of Late Archaic Chinese”, in: Studies in Language 32, 568-589 2008.
- “On the evolution of complexity — sometimes less is more in East and mainland Southeast Asia”, in: Sampson, Geoffrey, David Gil and Peter Trudgill (Hrsg.), Language complexity as an evolving variable, 34 – 49. Oxford: Oxford University Press 2009.